# Атика (Њујорк)
Атика (енгл. Attica) град је у америчкој савезној држави Њујорк.

## Демографија
По попису из 2010. године број становника је 2.547, што је 50 (-1,9%) становника мање него 2000. године.
| Група             | 2000.         | 2010.         |
| Белци             | 2.553 (98,3%) | 2.440 (95,8%) |
| Афроамериканци    | 4 (0,2%)      | 12 (0,5%)     |
| Азијати           | 4 (0,2%)      | 14 (0,5%)     |
| Хиспаноамериканци | 16 (0,6%)     | 43 (1,7%)     |
| Укупно            | 2.597         | 2.547         |